# Ceratocymba sagittata
Ceratocymba sagittata är en nässeldjursart som först beskrevs av Jean René Constant Quoy och Joseph Paul Gaimard 1827.  Ceratocymba sagittata ingår i släktet Ceratocymba och familjen Abylidae. Inga underarter finns listade i Catalogue of Life.